# Lago de Vaux
O Lago Vaux é um lago de alta montanha localizado próximo à cidade de Verbier, no cantão de Valais, na Suíça. O lago está localizado no município de Riddes.